# Голяма бекасина
Голямата бекасина (Gallinago media) е вид птица от семейство Бекасови (Scolopacidae).

## Разпространение и местообитание
Видът е разпространен в североизточна Европа, включително северозападна Русия. Обитава блатата и влажните ливади с къса растителност. Големите бекасини са прелетни и зимуват в Африка.
Среща се и в България.